# Lonchura molucca
El capuchino carinegro (Lonchura molucca) es una especie de ave paseriforme de la familia Estrildidae propia del sureste del archipiélago malayo. 

## Descripción

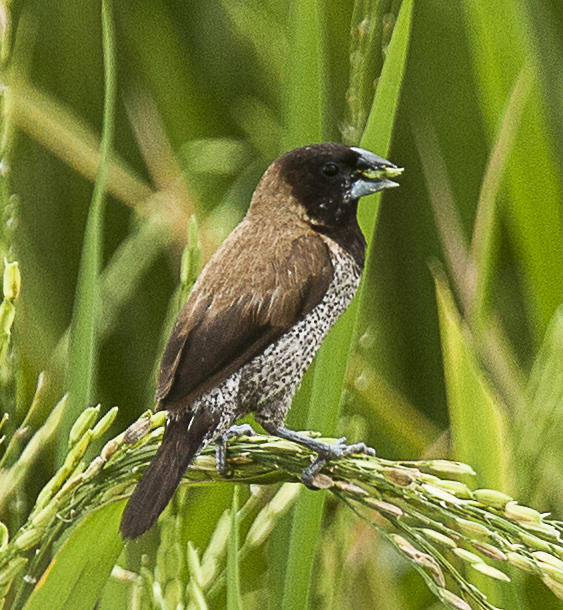
Ejemplar en Célebes.

El capuchino carinegro tiene la parte frontal de la cabeza, la garganta y parte superior del pecho de color negro, en contraste con el castaño rojizo de su espalda y nuca, y el blanco con un fino listado oscuro de sus partes inferiores. Su cola y rémiges también son negras. Su grueso pico es de color gris azulado y sus patas son grisáceas. Algunos individuos presentan una fase en la que el color de las partes inferiores es marrón en lugar de blanca.

## Taxonomía
Fue descrito científicamente por Carl Linnaeus en la decimosegunda edición de su obra Systema Naturae en 1766. No se reconocen subespecies diferenciadas.

## Distributión
El capuchino carinegro se extiende por las islas Molucas, las Célebes y las islas menores de la Sonda. Al alimentarse principalmente de semillas se encuentra en zonas con hierba de bosques tropicales y sabanas húmedas. Es un pájaro comúnmente usado como mascota y se ha introducido en Sudamérica, habiendo conseguido establecerse los Llanos de Venezuela en altitudes por debajo de los 300 m.

## Conservación
El capuchino carinegro se encuentra en un gran área de distribución donde es una especie abundante. No se ha evaluado la población de Indonesia pero se cree que es estable. La especie se enfrenta a pocas amenazas, por lo que la UICN la clasifica como especie bajo preocupación menor.